# Сен-Жан-де-Ньо
Сен-Жан-де-Ньо (фр. Saint-Jean-de-Niost) — коммуна во Франции, находится в регионе Рона — Альпы. Департамент — Эн. Входит в состав кантона Мексимьё. Округ коммуны — Бурк-ан-Брес.
Код INSEE коммуны — 01361.

## География
Коммуна расположена приблизительно в 400 км к юго-востоку от Парижа, в 31 км восточнее Лиона, в 45 км к югу от Бурк-ан-Бреса.
На востоке коммуны протекает река Эн.

## Климат
Климат полуконтинентальный с холодной зимой и тёплым летом. Дожди бывают нечасто, в основном летом.

## История
Деревня была основана в X веке на холме Ньо вокруг бенедиктинского монастыря. Деревня упоминается в уставе короля Конрада I 970 года. Во время Великой французской революции деревня носила название Ньо.

## Население
Население коммуны на 2010 год составляло 1421 человек.
| 1962 | 1968 | 1975 | 1982 | 1990 | 1999 | 2010 |
| ---- | ---- | ---- | ---- | ---- | ---- | ---- |
| 265  | 248  | 369  | 490  | 810  | 1082 | 1421 |

## Экономика
В 2010 году среди 963 человек трудоспособного возраста (15—64 лет) 753 были экономически активными, 210 — неактивными (показатель активности — 78,2 %, в 1999 году было 72,2 %). Из 753 активных жителей работали 712 человек (388 мужчин и 324 женщины), безработных было 41 (18 мужчин и 23 женщины). Среди 210 неактивных 85 человек были учениками или студентами, 76 — пенсионерами, 49 были неактивными по другим причинам.

## Фотогалерея
- Церковь Св. Иоанна Крестителя
- Церковь Св. Иоанна Крестителя
- Мэрия
- Военный мемориал
- Крест
- Крест